# Michel Mosser (architecte)
Pour les articles homonymes, voir Michel Mosser.
Michel Mosser, né le 26 octobre 1925 à Colmar et mort le 15 juillet 2022 à Villefranche-sur-Mer, est un architecte français.
Il est en particulier l'un des architectes du mémorial dédié au général de Gaulle à Colombey-les-Deux-Églises. Il est également fondateur d'une obédience maçonnique, la Grand Loge traditionnelle et moderne de France.

## Biographie
En 1942, Michel Mosser est déporté à 17 ans dans un camp de travail obligatoire en Autriche puis en ancienne Yougoslavie. Il réussit à s'évader. Après avoir traversé clandestinement l'Europe d'est en ouest, il s'engage dans la résistance intérieure française, dans le Pays basque, au sein de l'organisation de résistance de l'armée avec laquelle il participe à la libération du sud-ouest de la France[réf. souhaitée].
En 1954, il suggère l’édification d’une croix de Lorraine sur la colline près de Colombey-les-Deux-Églises[réf. nécessaire]. De Gaulle répond que personne n’irait visiter un tel édifice.
Diplômé architecte DPLG en 1966, il est mis à contribution en Arabie Saoudite, au Liban, au Maroc et en France, pour le stade nautique et le palais des sports d'Antibes, pour l'Atoll beach de Saint Laurent du Var , etc.

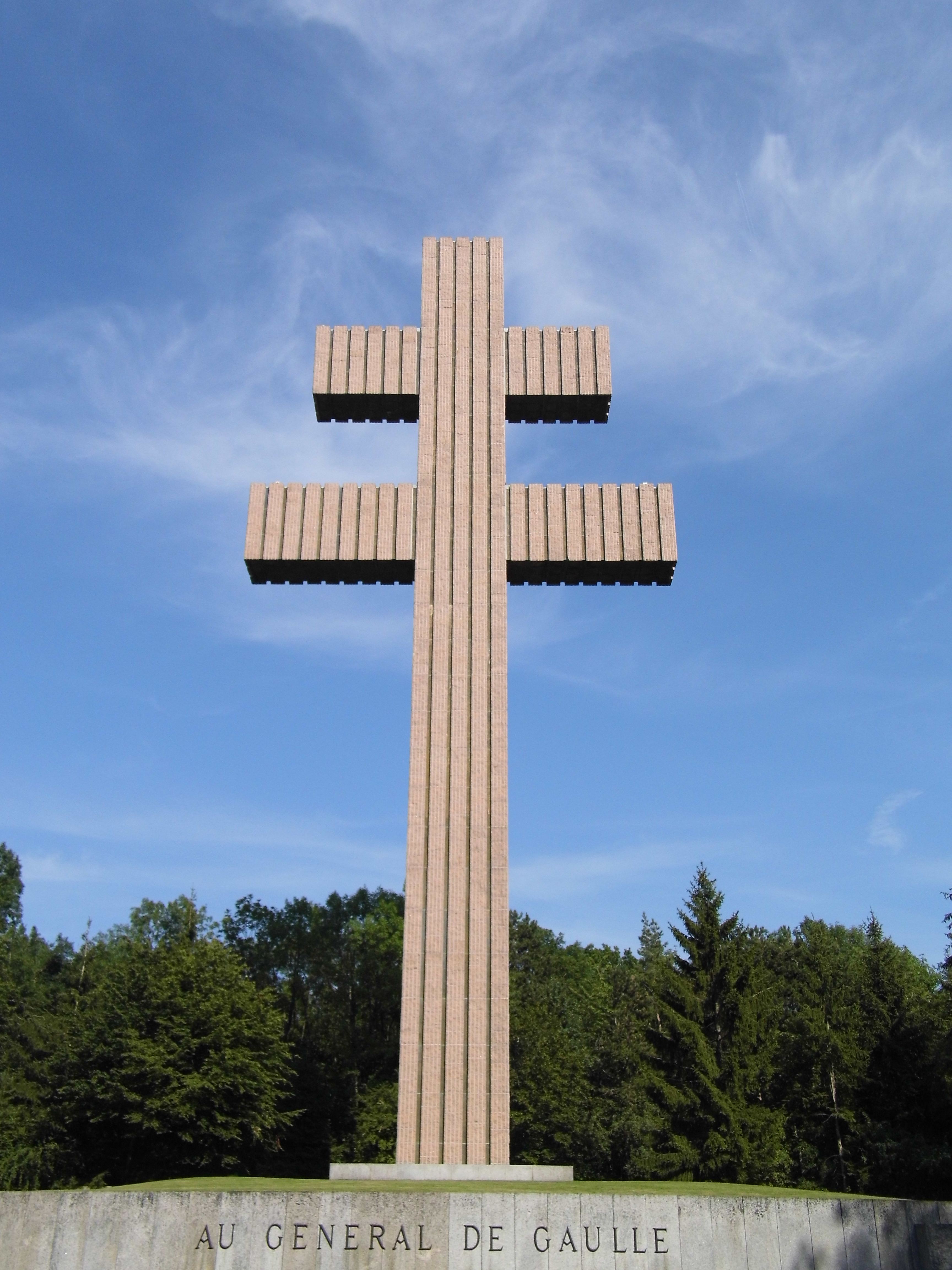
Croix de Lorraine à Colombey.

Après le décès du général de Gaulle en novembre 1970, le président Georges Pompidou donne son accord pour la construction d’un mémorial dédié au général. Une souscription est lancée, à laquelle répondent, non seulement la France, mais aussi soixante-deux pays étrangers. Le 7 mai 1971, le comité fait appel à quatorze équipes d’architectes. Le 12 décembre 1971, le projet proposé par le cabinet d’architecture, dont Michel Mosser est associé, est retenu. Il s’agit d’une croix de Lorraine. Cette croix de Lorraine est prévue en ciment recouvert de granit rose de Perros-Guirec et de bronze. Le 7 janvier 1972, le projet est officiellement présenté à la famille de de Gaulle, aux anciens combattants et autres associations. Madame de Gaulle souhaite que l’inauguration de ce mémorial ait lieu le 18 juin 1972. Le bronze est coulé et travaillé dans une très vieille fonderie alsacienne. Le 18 juin 1972 au matin, le mémorial est inauguré en présence du président Georges Pompidou, de Jacques Chaban Delmas, d'André Malraux, d'Yvonne de Gaulle, et de ses enfants…
Cet édifice, haut de 43,5 mètres, a été mis en place du 4 avril 1972 au 6 mai 1972. La superposition de béton et pierre, et la construction rapide constituent un défi technique. Son orientation est-ouest permet d’avoir la meilleure lumière.
Quelques chiffres sur ce monument : la structure pèse 1 500 tonnes dont 1 100 tonnes de fondation, 90 m3 de granit rose soit 280 tonnes, 197 m3 de bronze soit 16 tonnes de métal. En décembre 1999, lors de la tempête, avec des vents de plus de 230 km/h, la croix a bougé mais elle s’est remise naturellement en place.

### Franc-maçonnerie
Ancien dignitaire de la Grande Loge nationale française, Michel Mosser participe à la fondation en 2003 d'une nouvelle obédience maçonnique française, la GLTMF (Grande Loge traditionnelle et moderne de France), dont il devient le grand maître jusqu'en 2010, durant deux mandats.

## Décorations
- Officier de la Légion d'honneur
- Chevalier de l'ordre national du Mérite
- Croix du combattant volontaire de la Résistance